# Sylvia Hanika
Sylvia Hanika (München, 1959. november 30. –) egykori világbajnok, olimpikon, visszavonult német teniszezőnő.
1977–1990 közötti pályafutása során hat egyéni és egy páros WTA-tornát nyert. A Grand Slam-tornákon a legjobb egyéni eredményét az 1981-es Roland Garroson érte el, ahol a döntőbe jutott, és csak a csehszlovák Hana Mandlíkovától szenvedett vereséget. 1982-ben megnyerte az év végi világbajnokságot, miután a döntőben legyőzte az amerikai Martina Navratilovát.
Az 1988-as szöuli olimpián a 3. körig jutott, ahol a későbbi ezüstérmes argentin Gabriela Sabatini ütötte el a továbbjutástól. 1978–1988 között 28 mérkőzést játszott Németország Fed-kupa-válogatottjában.

## Grand Slam-döntői

### Egyéni

#### Elveszített döntők (1)
| Év   | Bajnokság     | Borítás | Ellenfél        | Eredmény |
| ---- | ------------- | ------- | --------------- | -------- |
| 1981 | Roland Garros | Salak   | Hana Mandlíková | 2–6, 4–6 |

## Év végi világbajnokság döntői

### Egyéni

#### Győzelmek (1)
| Év   | Bajnokság                    | Borítás     | Ellenfél            | Eredmény      |
| ---- | ---------------------------- | ----------- | ------------------- | ------------- |
| 1982 | Avon Championships, New York | Szőnyeg (f) | Martina Navratilova | 1–6, 6–3, 6–4 |

## WTA döntői

### Egyéni

#### Győzelmei (6)
| Összesítés           |                        |
| Grand Slam-torna (0) |                        |
| Tier I (0)           | Premier Mandatory* (0) |
| Tier II (1)          | Premier Five* (0)      |
| Tier III (0)         | Premier* (0)           |
| Tier IV (0)          | International* (0)     |
| Tier V (1)           | Challenger* (3)        |
| WTA Finals (1)       |                        |

* 2009-től megváltozott a tornák rendszere.
 Az egymás mellett azonos színnel jelölt tornatípusok között nincs teljes mértékű megfelelés.
|    | Dátum                | Torna              | Borítás     | Ellenfél a döntőben    | Döntő eredménye   |
| 1. | 1979. január 22.     | Boise              | Szőnyeg (f) | Sherry Acker           | 6–3, 6–2          |
| 2. | 23 February 1981     | Seattle            | Szőnyeg (f) | Barbara Potter         | 6–2, 6–4          |
| 3. | 1981. július 20.     | Monte-Carlo        | Salak       | Hana Mandlíková        | 2–6, 6–3, 5–6 ab. |
| 4. | 1982. március 24.    | Avon Championships | Szőnyeg (f) | Martina Navratilova    | 1–6, 6–3, 6–4     |
| 5. | 1984. október 22.    | Brighton           | Szőnyeg (f) | JoAnne Russell         | 6–3, 1–6, 6–2     |
| 6. | 1986. szeptember 15. | Athén              | Salak       | Angelikí Kanellopoúlou | 7–5, 6–1          |

#### Elveszített döntői (18)
|     | Dátum                | Torna              | Borítás     | Ellenfél a döntőben  | Döntő eredménye |
| 1.  | 1978. július 17.     | Båstad             | Salak       | Elly Appel-Vessies   | 2–6, 4–6        |
| 2.  | 1978. július 24.     | Kitzbühel          | Salak       | Virginia Ruzici      | 4–6, 3–6        |
| 3.  | 1978. november 20.   | Christchurch       | Fű          | Regina Maršíková     | 2–6, 1–6        |
| 4.  | 1979. május 7.       | Italian Open, Róma | Salak       | Tracy Austin         | 4–6, 6–1, 3–6   |
| 5.  | 1979. július 18.     | Kitzbühel          | Salak       | Hana Mandlíková      | 6–2, 5–7, 3–6   |
| 6.  | 1981. január 19.     | Cincinnati         | Szőnyeg (f) | Martina Navratilova  | 2–6, 4–6        |
| 7.  | 1981. május 25.      | Roland Garros      | Salak       | Hana Mandlíková      | 2–6, 4–6        |
| 8.  | 1981. július 13.     | Kitzbühel          | Salak       | Claudia Kohde-Kilsch | 5–7, 6–7        |
| 9.  | 1982. március 1.     | Los Angeles        | Szőnyeg (f) | Mima Jaušovec        | 2–6, 6–7(4)     |
| 10. | 1983. január 3.      | Washington         | Szőnyeg (f) | Martina Navratilova  | 1–6, 1–6        |
| 11. | 1983. január 10.     | Houston            | Szőnyeg (f) | Martina Navratilova  | 3–6, 6–7(5)     |
| 12. | 1983. február 21.    | Oakland            | Szőnyeg (f) | Bettina Bunge        | 3–6, 3–6        |
| 13. | 1983. március 14.    | Boston             | Szőnyeg (f) | Wendy Turnbull       | 4–6, 6–3, 4–6   |
| 14. | 1983. szeptember 26. | Hartford           | Szőnyeg (f) | Kim Shaefer          | 4–6, 3–6        |
| 15. | 1987. február 9.     | San Francisco      | Szőnyeg (f) | Zina Garrison        | 5–7, 6–4, 3–6   |
| 16. | 1987. augusztus 24.  | Mahwah             | Kemény      | Manuela Maleeva      | 6–1, 4–6, 1–6   |
| 17. | 1988. február 29.    | Wichita            | Kemény (f)  | Manuela Maleeva      | 6–7(5), 5–7     |
| 18. | 1988. július 18.     | Aix-en-Provence    | Salak       | Judith Wiesner       | 1–6, 2–6        |

### Páros

#### Győzelmei (1)
| Összesítés           |                        |
| Grand Slam-torna (0) |                        |
| Tier I (0)           | Premier Mandatory* (0) |
| Tier II (0)          | Premier Five* (0)      |
| Tier III (0)         | Premier* (0)           |
| Tier IV (0)          | International* (0)     |
| Tier V (1)           | Challenger* (0)        |

* 2009-től megváltozott a tornák rendszere.
 Az egymás mellett azonos színnel jelölt tornatípusok között nincs teljes mértékű megfelelés.
| No. | Dátum              | Helyszín | Borítás | Partner              | Ellenfél a döntőben      | Eredmény a döntőben |
| 1.  | 1988. november 28. | Adelaide | Kemény  | Claudia Kohde-Kilsch | Lori McNeil Jana Novotná | 7–5, 6–7(4), 6–4    |

#### Elveszített döntői (2)
| No. | Dátum              | Helyszín     | Borítás     | Partner          | Ellenfél a döntőben                  | Eredmény a döntőben | Eredmény a döntőben |
| 1.  | 1978. november 20. | Christchurch | Fű          | Katja Ebbinghaus | Lesley Hunt Sharon Walsh             | 1–6, 5–7            |                     |
| 2.  | 1980. január 21.   | Chicago      | Szőnyeg (f) | Kathy Jordan     | Billie Jean King Martina Navratilova | 3–6, 4–6            |                     |

## Eredményei Grand Slam-tornákon

### Egyéni
| Grand Slam | Australian Open   | Australian Open     | Roland Garros | Roland Garros       | Wimbledon | Wimbledon       | US Open     | US Open             |
| Év         | Eredmény          | Utolsó ellenfél     | Eredmény      | Utolsó ellenfél     | Eredmény  | Utolsó ellenfél | Eredmény    | Utolsó ellenfél     |
| 1978       | –                 | –                   | 1. kör        | Betsy Nagelsen      | 2. kör    | Janet Newberry  | 1. kör      | Donna Ganz          |
| 1979       | –                 | –                   | 1. kör        | Jeanne Duval        | 3. kör    | Virginia Wade   | Negyeddöntő | Tracy Austin        |
| 1980       | 3. kör            | Candy Reynolds      | 3. kör        | Kathy Jordan        | 2. kör    | Pam Shriver     | 3. kör      | Tracy Austin        |
| 1981       | –                 | –                   | Döntő         | Hana Mandlíková     | 1. kör    | M L Piatek      | Negyeddöntő | Tracy Austin        |
| 1982       | –                 | –                   | 2. kör        | Ivanna Madruga      | 4. kör    | Joanne Russell  | –           | –                   |
| 1983       | Negyeddöntő       | Kathy Jordan        | 3. kör        | Mima Jaušovec       | 3. kör    | Jennifer Mundel | Negyeddöntő | Martina Navratilova |
| 1984       | 2. kör            | Marcella Mesker     | 3. kör        | Anne White          | 1. kör    | M L Piatek      | Negyeddöntő | Chris Evert         |
| 1985       | –                 | –                   | 4. kör        | C Kohde-Kilsch      | 2. kör    | Pascale Paradis | 3. kör      | Hana Mandlíková     |
| 1986       | nem rendezték meg | nem rendezték meg   | 1. kör        | Patricia Tarabini   | 1. kör    | L Spain-Short   | 2. kör      | M Joe Fernández     |
| 1987       | 4. kör            | C Kohde-Kilsch      | 4. kör        | Martina Navratilova | 4. kör    | Pam Shriver     | 4. kör      | Steffi Graf         |
| 1988       | 4. kör            | Martina Navratilova | 4. kör        | Nicole Provis       | 3. kör    | Katrina Adams   | 3. kör      | Patty Fendick       |
| 1989       | 1. kör            | Elise Burgin        | 4. kör        | Jana Novotná        | 1. kör    | Karina Quentrec | 3. kör      | Conchita Martínez   |
| 1990       | –                 | –                   | 2. kör        | Isabel Cueto        | –         | –               | 2. kör      | D van Rensburg      |

## Év végi világranglista-helyezései
| Év       | 1977 | 1978 | 1979 | 1980 | 1981 | 1982 | 1983 | 1984 | 1985 | 1986 | 1987 | 1988 | 1989 | 1990 |
| Helyezés | 118. | 35.  | 16.  | 14.  | 6.   | 10.  | 5.   | 17.  | 21.  | 50.  | 14.  | 17.  | 41.  | 125. |